# Aschach an der Steyr
Aschach an der Steyr – gmina w Austrii, w kraju związkowym Górna Austria, w powiecie Steyr-Land, liczy 2194 mieszkańców (1 stycznia 2015).